# Frontal de altar de Gia
El Frontal de altar de Gia es un frontal de altar hecho por el Taller de Ribagorza, que actualmente forma parte de la colección permanente del Museo Nacional de Arte de Cataluña Procede de la iglesia de San Martín de Gia o Xia (valle de Benasque, Alta Ribagorza , Huesca) e ingresó en el museo proveniente de la adquisición de la colección Plandiura, en 1932.

## Contexto
Cataluña es el lugar de Europa donde se han conservado más ejemplos de frontales de altar pintados de los siglos XII y XIII. Los frontales decoraban la parte delantera del altar, el mueble principal del espacio más sagrado de la iglesia. Las tablas pintadas fueron una alternativa a los muebles de orfebrería, únicamente asequibles para las catedrales o los grandes monasterios.
Los frontales de Gia y Cardet son los más representativos de un taller activo en la Ribagorza de mediados del siglo XIII, las obras surgidas del cual incorporan fórmulas del primer gótico: el sentido narrativo de las escenas y la técnica de la corladura sobre los relieves de yeso.
La inscripción de Gia identifica el nombre del pintor "Iohannis» y permite descifrar una inscripción similar al frontal de Cardet. Sin embargo, el análisis detallado de algunos aspectos, como el encaje de las tablas y los bastidor, las incisiones, los relieves de yeso y los recursos pictóricos para dar volumen, hacen evidente que hay también varias maneras de trabajar dentro de un mismo taller.